# Pervokubanski
Pervokubanski (del ruso: Первокубанский) es un jútor del raión de Uspénskoye del krai de Krasnodar, en el sur de Rusia. Está situado en la orilla izquierda del Kubán, 17 km al suroeste de Uspénskoye y 207 km al este de Krasnodar, la capital del krai. No tenía población constante en 2010.
Pertenece al municipio Malaminskoye.